# (32783) 1988 RK13
1988 أر كي 13 (ويعرف أيضًا باسم (32783) 1988 أر كي 13 وفق تسمية الكوكب الصغير) (بالإنجليزية: 1988 RK13)‏ هو كويكب ضمن حزام الكويكبات؛ وترتيبه 32783 من حيث الاكتشاف.
اكتُشف هذا الجُرم الفلكي بواسطة شيلت جون بوبي في 14 سبتمبر 1988.

## وصلات خارجية
- (32783) 1988 RK13 في قاعدة بيانات مختبر الدفع النفاث لأجرام النظام الشمسي الصغيرة

- الاكتشاف · مخطط المدار ·  العناصر المدارية · المعلمات المادية

- (32783) 1988 RK13 على موقع ويكي سكاي: DSS2, SDSS, GALEX, IRAS, Hydrogen α, X-Ray, Astrophoto, Sky Map, Articles and images